# Turritopsis polycirrha
Turritopsis polycirrha är en nässeldjursart som beskrevs av Wilhelm Moritz Keferstein 1862. Turritopsis polycirrha ingår i släktet Turritopsis och familjen Oceanidae. Inga underarter finns listade i Catalogue of Life.